# Goudoulet
De Goudoulet is een Franse kaas uit de Ardèche. De Goudoulet komt van oorsprong uit het dorp Sagnes-et-Goudoulet, de naam is afgeleid van « goût du lait » oftewel de smaak van de melk.
De kaas is gemaakt van volle rauwe koemelk. Na een rijpingstijd van ruim een maand is de kaasmassa licht van kleur en zacht en romig. De kaas heeft een niet al te sterke smaak. De korst is fijn, heeft een lichtgele tot bruine kleur.
De kaas kan overigens in een enkel geval ook van geitenmelk gemaakt worden.